# Crossopalpus loewi
Crossopalpus loewi är en tvåvingeart som först beskrevs av Dahl 1912.  Crossopalpus loewi ingår i släktet Crossopalpus och familjen puckeldansflugor.
Artens utbredningsområde är Tyskland. Inga underarter finns listade i Catalogue of Life.